# Cremastosperma microcarpum
Cremastosperma microcarpum är en kirimojaväxtart som beskrevs av Robert Elias Fries. Cremastosperma microcarpum ingår i släktet Cremastosperma, och familjen kirimojaväxter. Inga underarter finns listade i Catalogue of Life.